# Opportunitätserlös
Opportunitätserlöse sind in der Betriebswirtschaftslehre keine echten Erlöse im Sinne der Gewinn- und Verlustrechnung, sondern diejenigen Kosten, die bei einer Entscheidung aufgrund einer ausgewählten Alternative nicht entstehen. Gegensatz sind die Opportunitätskosten.

## Allgemeines
Es handelt sich dabei also nicht um Erlöse im eigentlichen Sinn, sondern um Kostenersparnisse, die dadurch entstehen, dass sich ein Entscheidungsträger für eine andere Alternative entscheidet. Wolfgang Männel entwickelte 1971 den Begriff des Opportunitätserlöses in Anlehnung an die Opportunitätskosten.

## Beispiele
Opportunitätserlöse sind Kosten, die bei der Entscheidung gegen eine Handlungsalternative nicht anfallen werden. Entscheidet sich ein Unternehmen beispielsweise für die Installation eines Qualitätsmanagements, so treten Fehlerkosten oder Fehlerfolgekosten infolge von Qualitätsmängeln nicht mehr oder lediglich geringer auf. Diese ersparten Kosten heißen Opportunitätserlöse. Ein weiteres Beispiel ist die Entscheidung zwischen Eigenfertigung oder Fremdbezug, wobei die Eigenfertigung höhere Gesamtkosten verursacht als der Fremdbezug, so dass die niedrigeren Kosten bei der Entscheidung für den Fremdbezug als Opportunitätserlöse anzusehen sind.

## Wirtschaftliche Aspekte
Ihre Berücksichtigung im Rechnungswesen ist umstritten. Eine Meinung zählt sie zu den kalkulatorischen Erlösen im weiteren Sinne, denn sie lassen sich nicht unmittelbar aus den Herstellkosten ableiten. Eine andere Auffassung rechnet eingesparte Herstellkosten als Opportunitätserlöse den Zugängen im Lagerbestand oder eingesparte Vernichtungskosten der Weiterverarbeitung zu. Entscheidend ist jedoch, dass Opportunitätserlöse keine pagatorischen Erlöse sind und deshalb zu den kalkulatorischen Erlösen gehören. Daher sind Opportunitätserlöse Bestandteile des internen Rechnungswesens. 